# منصور پورمیرزایی
منصور پورمیرزایی (زادهٔ رفسنجان روستای داوران۲۱ سپتامبر ۱۹۸۰) وزنه‌بردار معلول اهل ایران است که در مسابقات پارالمپیک توکیو موفق به کسب مدال
نقره شد.او در مسابقات پارالمپیک توکیو با مهار وزنه ۲۳۵ کیلوگرم در حرکت نخست و مهار وزنه ۲۴۱ کیلوگرم در حرکت دوم برای حرکت سوم وزنه ۲۴۶ کیلوگرم را درخواست کرد که از زدن آن بازماند و رقیب آن جمیل الشبلی ورزشکار اردنی نیز موفق به زدن وزنه ۲۴۶کیلوگرم در حرکت سوم نشد اما فقط بخاطر اختلاف وزن طلا را ازآن خود کرد و قهرمان کشورمان نیز نقره ای شد.

## نتایج
| سال                 | مکان                   | وزن                 | حرکات (کیلوگرم)     | حرکات (کیلوگرم)     | حرکات (کیلوگرم)     | حرکات (کیلوگرم)     | نتیجه (کیلوگرم)     | رتبه                |
| سال                 | مکان                   | وزن                 | ۱                   | ۲                   | ۳                   | ۴                   | نتیجه (کیلوگرم)     | رتبه                |
| World Championships | World Championships    | World Championships | World Championships | World Championships | World Championships | World Championships | World Championships | World Championships |
| ------------------- | ---------------------- | ------------------- | ------------------- | ------------------- | ------------------- | ------------------- | ------------------- | ------------------- |
| 2014                | دبی، امارات متحده عربی | +۱۰۷ کیلوگرم        | 255                 | 265                 | 275                 | --                  | 265                 | 2                   |
| 2017                | مکزیکو سیتی، مکزیک     | +۱۰۷ کیلوگرم        | 236                 | 241                 | 260                 | --                  | 241                 | 2                   |
| 2019                | نورسلطان، قزاقستان     | +۱۰۷ کیلوگرم        | 236                 | 236                 | 251                 | --                  | 236                 | 2                   |